# Carlos Bilardo
Carlos Salvador Bilardo (* 16. března 1938 Buenos Aires) je bývalý argentinský fotbalista a trenér, známý pod přezdívkou El Narigón (Nosáč).

## Hráčská kariéra
Narodil se v buenosaireské čtvrti La Paternal v rodině chudých přistěhovalců ze Sicílie. S fotbalem začal v klubu CA San Lorenzo de Almagro, s nímž získal argentinský titul v roce 1959. S mládežnickou reprezentací Argentiny vyhrál Panamerické hry 1959 a zúčastnil se olympijského turnaje v roce 1960, za národní A-tým nikdy nehrál. Během angažmá v Estudiantes de La Plata vyhrál ligu v roce 1967, Pohár osvoboditelů 1968, 1969 a 1970 a Interkontinentální pohár 1968.

## Trenérská kariéra
Po ukončení hráčské kariéry začal trénovat Estudiantes. Vystudoval medicínu na Univerzitě v Buenos Aires a provozoval praxi gynekologa od roku 1971 do roku 1976, kdy se rozhodl věnovat na plný úvazek trenérské činnosti. V roce 1982 přivedl Estudiantes k titulu mistra Argentiny a v roce 1983 byl pověřen vedením argentinské fotbalové reprezentace. Byl známým vyznavačem defenzivní hry s rozestavením 3-5-2. Argentinci pod jeho vedením vyhráli mistrovství světa ve fotbale 1986, byli čtvrtí na Copa América 1987, třetí na Copa América 1987 a druzí na mistrovství světa ve fotbale 1990. V letech 1986 a 1987 získal Bilardo cenu deníku El País pro jihoamerického trenéra roku, o cestě Argentinců k titulu mistrů světa napsal knihu Así Ganamos. Byl také televizním komentátorem, ministrem sportu v provincii Buenos Aires a v letech 2008 až 2014 zastával funkci generálního manažera argentinské fotbalové reprezentace.